# 岡田憲治 (国会職員)
岡田 憲治（おかだ のりはる）は、日本の国会職員。第16代衆議院事務総長。

## 来歴
大阪府出身。1989年（平成元年）、東京大学法学部を卒業し、衆議院事務局へ入局。
入局後、PKO法案を巡る与野党の攻防による2泊3日の徹夜国会等、本会議担当としての経験を積み、庶務部長、事務次長などを歴任。
2019年（令和元年）6月26日、衆議院事務総長に選任。就任後、国会職員の深夜勤務のために整備された宿泊施設に関し、衆議院予算委員会第一分科会において設備のメンテナンスを充実させるといった環境整備に努める姿勢を示した。2024年（令和6年）6月21日、衆議院事務総長を退任。